# Aletschský ledovec
Aletschský ledovec (německy Grosse Aletschgletscher)
je ledovec ve švýcarských Alpách. Jedná se o největší údolní ledovec v Alpách. Na počátku 90. let minulého století měl délku 24 kilometrů a rozlohu 129 km².
V současnosti se uvádí délka ledovce 23 kilometrů a rozloha 82 km².
Aletschský ledovec obsahuje až 4 % pitné vody v Evropě.[zdroj?] Od roku 2001 je zapsán na seznam světového dědictví UNESCO pod názvem „Švýcarské Alpy Jungfrau-Aletsch“. Sbíhá ze sedla mezi štíty Jungfrau a Mönch ve výšce přibližně 3 450 m až do údolí horního toku Rhôny.

## Popis
Hlavní část ledovce vzniká v údolí Konkordiaplatz, kde se sbíhají čtyři menší ledovce (Grosse Aletschfirn ze západní strany, Jungfraufirn ze severozápadu, Ewigschneefeld ze severní strany a Grüneggfirn z východní strany). Hloubka sněhu dosahuje přibližně 900 m. Na začátku je šířka ledovce přibližně 1,5 km a pohybuje se rychlostí 180 m ročně jihovýchodně do údolí Rhôny. Nejnižší část ledovce Aletsch je z velké části pokryta nánosy a středními morénami. Ledovec končí nedaleko pod hranicí zalesnění, kde voda roztávajícího se sněhu slouží k pohonu turbín vodní elektrárny v údolí Massa a poté vtéká do Rhôny.

## Tání ledovce
Také tento ledovec je – podobně jako mnoho jiných ledovců – postižen táním. Svého maxima dosáhl roku 1860. Od roku 1880 ustoupil o 2,600 m. Rychlost tání se ještě zvýšila po roce 1980. Nyní již zbývá pouze 30% původního ledovce.

## Turistika
Nad ledovcem u Konkordiaplatz stojí turistická chata Konkordiahütte. Postavena je na úpatí západního hřebenu hory Gabelhorn. Slouží turistům při túrách po ledovci, skialpinisté ji využívají jako základnu k výstupům na hory Jungfrau, Mönch a další.